# Cleo Sertori
Cleo Sertori este unul dintre personajele feminine principale din serialul australian pentru copii și adolescenți H20: Just Add Water (H2O - Adaugă apă), interpretată de actrița Phoebe Tonkin. Cleo este „fata sensibilă (emotivă) și veselă” a grupului. Aceasta are 16 ani la începutul serialului.

## Biografie

### Puterile de sirenă
Puterea ei specială inițială este că poate mișca apa (putere supranaturală pe care și-o descoperă la începutul primului sezon al serialului). Are cele mai mici puteri dintre sirene ca intensitate privind manipularea apei. În sezonul 2, aceasta își descoperă altă putere: poate crea vânturi sau vijelii.

### Relația amoroasă
Prietenul ei este Lewis McCartney (până la un anumit punct de-a lungul sezonului 2), personaj interpretat de actorul Angus McLaren. Cleo și Lewis se împacă ulterior la finalul sezonului 2 și formează din nou un cuplu până în sezonul 3 când Lewis trebuie să plece.

### Descoperirea puterilor de sirenă
Cleo și-a descoperit puterile astfel:
- Făcând baie i-a apărut coada (după ce s-a expus bazinului cu lună pe Insula Mako alături de prietenele ei Emma și Rikki).
- L-a apărat pe Lewis în fața lui Zane, udându-l pe acesta din urmă cu apa dintr-un hidrant.

### Sezonul 3
În sezonul, 3 ea este mult mai energică și mai îndrăzneață. Nemafiind emotivă, aceasta se împrietenește foarte mult cu Bella, noua sirenă care este înlocuitoarea Emmei.

### Colierul
Cleo deține colierul domnișoarei Gracie Watsford, care a devenit sirenă pe insula Mako în anii '50 (mai precis în 1955), alături de prietenele acesteia Julia și Louise Chatham.